# 坪山中心站 (云巴)
坪山中心站是一个属于东部城轨坪山云巴1号线的有轨电车车站，位于中华人民共和国广东省深圳市坪山区坪山街道启三路与坪山大道交叉口以西，垂直于坪山大道呈东西走向。
本站于2022年12月28日随坪山云巴1号线一同正式启用。

## 车站结构
坪山中心站为地上三层5m岛式车站，整体垂直于坪山大道设置，设备机房设置于二层。

### 楼层

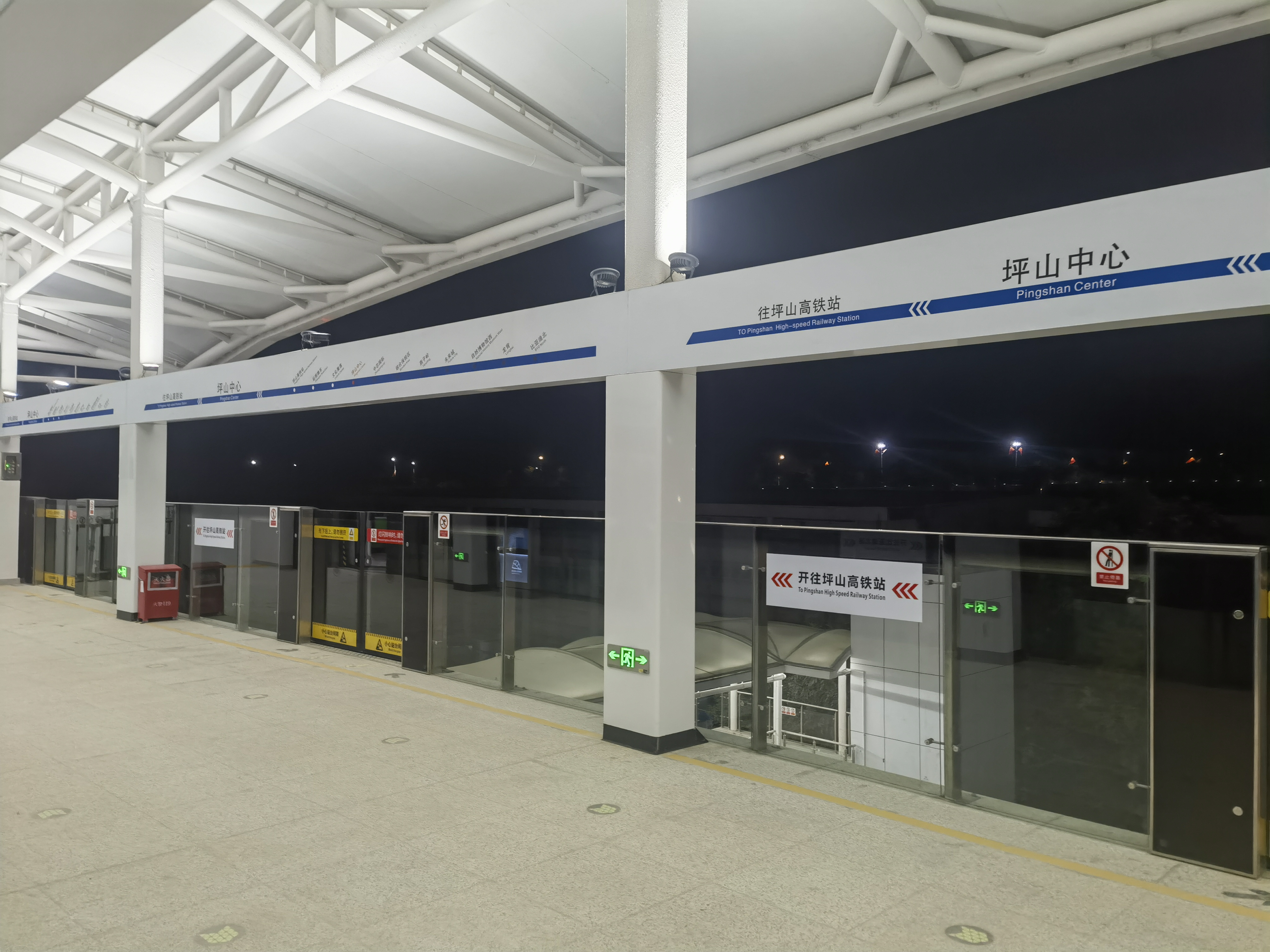
站台

| 地上三层          | 月台 | \| \| \| 坪山云巴1號線往坪山高铁站（文化聚落） \| \| 島式 · 開左邊车门 \| \| \| \| \| \| 坪山云巴1號線往比亚迪北（中芯国际） \| |
| 地上二层          | 站厅 | 旅客服务、售票机、车站控制室 |
| 地面              | -    | 出入口 |
|                   |      | 坪山云巴1號線往坪山高铁站（文化聚落）                                                                                           |
| 島式 · 開左邊车门 |      | |
|                   |      | 坪山云巴1號線往比亚迪北（中芯国际）                                                                                             |

- 站台

### 出入口
坪山中心站共设有二个出入口，所有出入口均设有垂直电梯。
（待补充）

## 规划与建设
2020年3月，深圳市东部云轨投资建设有限公司发布《坪山云巴（胶轮有轨电车）1 号线一期项目环境影响报告书 》，其中包含本站，工程名为坪山区委站。
2022年6月25日，深圳市东部城市轨道交通投资建设有限公司发布《坪山云巴（胶轮有轨电车）1号线一期项目车站命名方案》，其中本站改名为坪山中心站，理由是本站位于坪山区中心地域，且周边地铁站名为“坪山中心”。

## 接駁交通

### 地铁
深圳地铁运营的14号线于本站南侧约400m处设坪山中心站，乘客可出闸后步行前往地铁车站。

### 公共汽车
（待补充）

## 相关图像
- 停靠在本站，前往比亚迪北方向的列车